# تاريخ نادي ليفربول (1985–الحاضر)

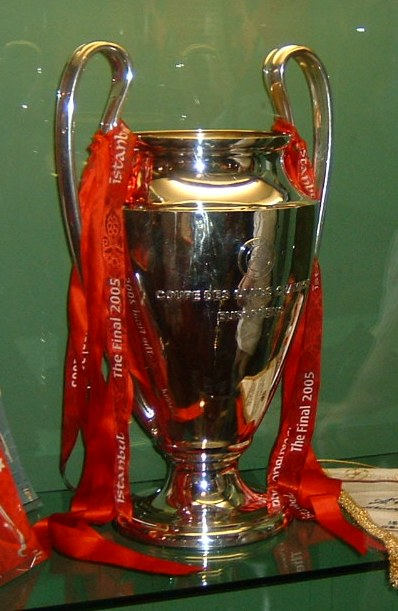
كأس دوري أبطال أوروبا السادسة في متحف النادي.

يُغطي تاريخ نادي ليفربول لكرة القدم من عام 1985 وحتى الحاضر مراحل عدة، منها مرحلة تعيين كيني دالغليش مُديراً فنياً، مُروراً بكارثة هيلزبرة، ثم عودة النادي للمُنافسة الأوروبية. وخلال هذه الفترة، كان النادي يُنافس على المقاعد الأولى في الدوري الإنجليزي.
كان جوي فاغان مُساعدًا لبوب بيزلي، والذي عهد إليه بإدارة الأزمات. وهو الأمر الذي ساعده لاحقًا في تولي مهمة الإدارة الفنية في موسم 1983/1984. وفي موسمه الفني الأول مع الفريق، جعل ليفربول أول نادي إنجليزي يجمع الثلاثية الدوري الإنجليزي والمحترفين وكأس أوروبا في موسم واحد. ولعب ليفربول النهائي الأوروبي مُجددًا في عام 1985 أمام فريق يوفنتوس الإيطالي، حيث أُقيمت المُباراة في ملعب هيسل، الذي شهد أحداثًا دامية فيما عُرف بكارثة ملعب هيسل. وخسر ليفربول المُباراة وحُملت جماهير النادي المسؤولية عما حدث، والتي كانت سببًا في إبعاد ليفربول من المُنافسة الأوروبية لمدة ستة أعوام، حيث امتد الإيقاف إلى كافة الأندية الإنجليزية. وعلى إثرها استقال فاغان، ليبدأ معها عهد كيني دالغليش الذي كان أصبح لاعبًا ومُدربًا في الوقت نفسه. وفاز ليفربول ببطولة الدوري وكأس الاتحاد الإنجليزي في الموسم الأول لدالغليش، وحصل على بطولة أخرى في الدوري في عام 1987-1988. وأسفرت كارثة هيلزبرة، التي وقعت خلال نصف نهائي كأس الاتحاد الإنجليزي ضد نوتنغهام فوريست في ستاد هيلزبرة في أبريل 1989، عن مقتل 96 من أنصار النادي. بعد الكارثة، قاد دالغليش النادي إلى اللقب الـ 18 في 1989-1990؛ ولكن العمل أصبح صعباً للغاية حيث تأثر دالغليش بهذه الكارثة واستقال لأسباب شخصية في فبراير 1991 عقب التعادل 4-4 مع إيفرتون في مباراة إعادة بالدور الخامس لكأس الاتحاد الإنجليزي. وقد أوصى تقرير تايلور بوقف نظام المدرجات التي بدون مقاعد والتي تسببت في الكارثة؛ وقد تم الأخذ بهذه التوصية وتم تحويل الأنفيلد إلى ستاد يضم جميع المقاعد خلال أوائل التسعينيات، مما أدى إلى انخفاض سعته بشكل كبير.
فاز خليفة دالغليش غرايم سونيس بكأس الاتحاد الإنجليزي في أول موسم كامل له منذ تولي سونيس منصبه. وفي الدوري الإنجليزي الممتاز الذي شُكل حديثاً، كان يُكافح من أجل الحفاظ على نجاحات النادي المحلية، وحل محله روي إيفانز في منتصف الموسم 1993-1994. وقد تحسن أداء ليفربول وحل في المركز الرابع في هذا الموسم وفاز أيضاً بدوري كرة القدم. في عام 1998، تم تعيين جيرارد هولييه كمُدير مساعد جنباً إلى جنب مع إيفانز. استمر هذا الثنائي حتى تشرين الثاني/ نوفمبر عندما استقال إيفانز وأصبح هولييه هو المُدرب الوحيد. وفاز النادي بالثلاثية في عام 2001، وحل في العام التالي ثانياً بعد أرسنال، وهو أعلى إنجاز في الدوري من 11 عاماً. وغادر هولييه النادي في منتصف عام 2004.
فاز ليفربول بدوري أبطال أوروبا للمرة الخامسة في الموسم الأول لفريق رافاييل بينيتيز الذي قاد الفريق أيضاً إلى مزيد من النجاحات في كأس الاتحاد الإنجليزي في عام 2006. وفي منتصف موسم 2006-07، تم شراء النادي من قبل الأمريكيين توم هيكس وجورج جيليت. وفي بداية موسم 2010-11، كان فريق ليفربول على وشك الإفلاس، وقد تم بيع النادي إلى مجموعة فينواي الرياضية تنفيذاً لحكم المحكمة العليا. وغادر روي هودسون، الذي تولى المهمة عقب بينيتيز، النادي عام 2011، وأصبح دالغليش مرة أخرى مسؤولا عن شؤون الفريق. وحل محله بريندان رودجرز بعد أن أنهى الفريق موسم 2011-12 في المركز الثامن. قاد رودجرز ليفربول إلى المركز الثاني في 2013-14، إلا أن الخلافات التي نشبت بين مجلس الإدارة حول الانتقالات وأداء الفريق الضعيف أدت إلى إقالته في أكتوبر 2015، وأصبح يورغن كلوب بديل له.

## انطلاقة جديدة (1985-1990)

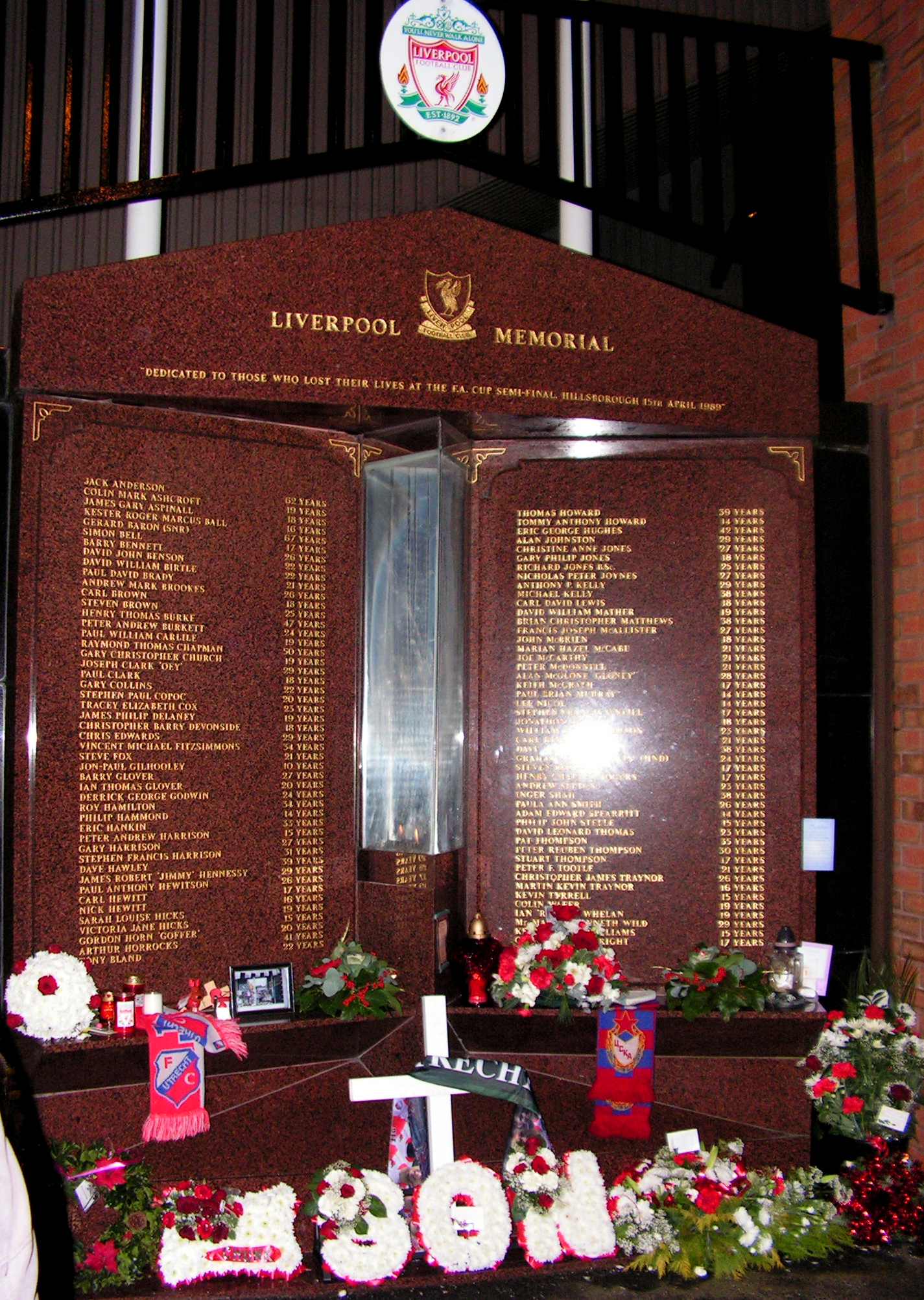
النصب التذكاري، المحفور عليه أسماء الضحايا الـ96 الذين توفوا في حادث ملعب هليزبوره.

أصبح دالغليش مدير عقب استقالة فاجان بعد كارثة ملعب هيسل. واستبدل فيل نيل وألان كينيدي بستيف نيكول وجيم بيغلين على التوالي. بدأ ليفربول موسم 1985-1986 ضعيفاً وكان مُتخلفاً عن مانشستر يونايتد بعشر نقاط في نهاية سبتمبر. واستمر النادي في النضال حتى نهاية الموسم عندما فاز بأحد عشر مباراة من اثني عشر مُباراة، فيما كان مُنافسيه ينزفون النقاط. احتاج ليفربول للتغلب على تشيلسي في المُباراة الأخيرة من الموسم للفوز ببطولة الدوري. أحرز دالغليش هدفاً أمَّن به البطولة. كما أحرز النادي تقدماً بتأهله إلى نهائي كأس الاتحاد الإنجليزي 1986، حيث واجه إيفرتون. وخرج ليفربول بهدف وحيد في نصف المباراة الأول من غاري لينيكر، لكن هدفين من إيان راش وهدف كريغ جونستون في الشوط الثاني جعل الفوز مُؤكداً لتنتهي المباراة بالفوز 3-1. وكان النادي قد حقق ثنائية بطولة الدوري وكأس الاتحاد الإنجليزي في نفس الموسم للمرة الأولى. وهو إنجاز يستحق الذكر.
في بداية موسم 1986-1987، أعلن راش عزمه على مغادرة ليفربول للفريق الإيطالي يوفنتوس عند الانتهاء من الموسم. وكان راش لا يُرغب بتركه إلا أن النادي قد قرر بيعه، حيث كان النادي بحاجة ماسة للمال عقب العجز الذي خلفه طرد الفريق من المُنافسة الأوروبية. في منتصف هذا الموسم، وقع دالغليش مع جون ألدريج ليحل محل راش بعد مُغادرته الفريق. وكانت مُحصلة الأهداف التي سجلها راش 40 هدفاً. وأنهى ليفربول الموسم بالمركز الثاني في الدوري خلف إيفرتون، وخرج من الدور الثالث من كأس الاتحاد الإنجليزي على يد فريق لوتون تاون. ووصل النادي إلى نهائي كأس رابطة كرة القدم 1987، إلا أنهم خسروا 1-2 أمام أرسنال. وفي نهاية الموسم، وقع دالغليش مع بيتر بيردسلي وجون بارنس لتحسين هجومهما. في الموسم التالي 1987-1988، استعاد ليفربول بطولة الدوري. لم يُعانوا من الهزيمة حتى المباراة 29 ضد إيفرتون، واحدة من خُسارتين فقط خلال الموسم. كان النادي لديه فُرصة لإعادة تحقيق إنجاز الثُنائية، حيث وصلوا إلى نهائي كأس الاتحاد الإنجليزي ضد ويمبلدون. على الرغم من أفضلية ليفربول ضد النادي الذي أصبح فقط عضواً في دوري كرة القدم قبل 11 عاماً، فقد خسرو المباراة 1-0. وضاع حلم تحقيق الثُنائية.
عاد راش إلى ليفربول في بداية موسم 1988-1989، بسبب الحنين إلى الوطن. كافح ليفربول في بداية الموسم وبحلول يناير، كان الفريق مُتخلفاً بتسع نقاط خلف المُتصدر أرسنال؛ وبحلول نيسان/ أبريل، كان الفريقان مُتساويين في النقاط، وكان أرسنال مُتقدماً بفارق الأهداف. وعلى صعيد آخر، وصل ليفربول إلى الدور نصف النهائي من كأس الاتحاد الإنجليزي ضد نوتينغهام فورست في ملعب هيلزبره في 15 أبريل 1989. وفي غُضون ست دقائق، تم وقف المباراة. أدى الاكتظاظ في الباحات الخلفية من الملعب إلى مقتل ستة وتسعين شخصاً، حيث تم سحقهم من السياج المُحيطة بالملعب. تُوفي 94 مشجعاً، في ما أصبح يُعرف بكارثة هيلزبرة. وتُوفي الضحية الـ95 في المُستشفى مُتأثراً بجراحه بعد أربعة أيام، فيما تُوفي الـ 96 بعد ما يقرب من أربع سنوات، دون أن يستعيد وعيه. فيما بعد، فاز ليفربول بالمباراة 3-1 ليصل إلى المباراة النهائية ضد إيفرتون. كانت المُباراة تسير لصالح ليفربول بفضل هدف ألدريدج. وسجل ستيوارت ماكول في الدقيقة 89 ليُؤجل حسم المباراة إلى الوقت الإضافي. وسجل البديل راش في الدقيقة 95، إلا أن مكال سجل مرة أخرى في الدقيقة 102 ليُعادل النتيجة؛ إلا أن هدفاً آخر من راش بعد دقيقتين حسم الفوز 3-2 لصالح ليفربول. مرة أخرى، كان لليفربول فُرصة للفوز بالثُنائية. وكانت المباراة النهائية لهذا الموسم ضد أرسنال، صاحب المركز الثاني، الذي كان مُتأخراً بثلاث نقاط خلف ليفربول. وكان من المُقرر إقامة المباراة في 23 أبريل، إلا أن التزامات ليفربول بمباريات كأس الاتحاد الإنجليزي أدت إلى تأجيلها وإعادة ترتيب يوم آخر ليُكون في 26 مايو. كان أرسنال بحاجة للفوز بالمُباراة بهدفين نظيفين للفوز ببطولة الدوري. وقد احتل زمام المُبادرة في الدقيقة 52 عندما سجل المهاجم آلان سميث. وفي وقت حاسم من المُباراة، سجل مايكل توماس لأرسنال فوز 2-0. وكانت النتيجة تعني أن أرسنال فاز بالبطولة بناءاً على الأهداف المُسجلة.
بعد هذا الموسم، تم فتح تحقيق برئاسة اللورد تايلور لتحديد أسباب كارثة هيلزبرة. وخلص تقرير تايلور اللاحق، الذي نُشر في عام 1990، إلى أن إخفاق رجال الأمن في السيطرة على الوضع هو السبب الرئيسي للكارثة، وأوصى بأن تُزال الملاعب ذات مدرجات بدون مقاعد. بدأ ليفربول موسم 1989-1990 بأداء جيد تمثل في الانتصار 9-0 على الصاعد حديثاً للدوري كريستال بالاس. وسجل في هذه المباراة ثمانية لاعبين مُختلفين، وكان حدثُ يحدث لأول مرة في كرة القدم الإنجليزية. وفي تشرين الأول/ أكتوبر وتشرين الثاني/ نوفمبر، خسر الفريق أربع مباريات، لكن الوضع لم يستمر طويلاً واستفاق الفريق حتى خسارته 1-0 أمام توتنهام هوتسبير في آذار/ مارس. بعد المباراة، وقع ليفربول مع روني روزنثال من ستاندرد لييج على سبيل الإعارة. وكان تأثيره على الفريق سريعاً؛ فقد سجل سبعة أهداف في ثمانٍ مباريات، بما في ذلك هاتريك ضد تشارلتون أثلتيك ليكُون له أثر في فوز ليفربول ببطولة الدوري الثامن عشر. تأهل النادي إلى الدور نصف النهائي من كأس الاتحاد الإنجليزي، لكنه خسر 4-3 ضد كريستال بالاس بعد وقت إضافي حاسم.

## هبوط (1990-1998)

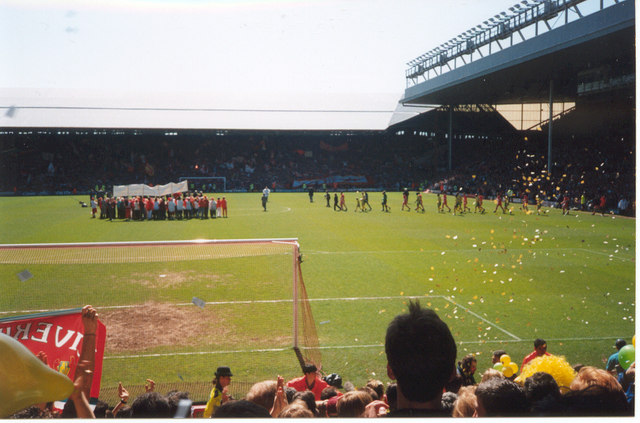
صورة للمُدرجات بعد إعادة تشكيل وهيكلة الاستاد لتكون المقاعد كاملة، وكان ذلك تنفيذاً للتوصيات التي جاءت في تقرير تايلور.

بدأ ليفربول موسم 1990-1991 بفوزه بأول ثمانية مباريات في الدوري. وظلت سلسلة اللا هزيمة حتى الخسارة 0-3 من أرسنال في ديسمبر، تلتها خسارة أخرى من فريق كريستال بالاس في نهاية الشهر. بدأ مستوى النادي في الهُبوط، وأصبح أرسنال مُتقدماً عليهم في يناير/ كانون الثاني. بعد التعادل المُخيب 4-4 ضد إيفرتون في كأس الاتحاد الإنجليزي في فبراير، أعلن دالغليش استقالته كمُدير فني، وقد تحجج بالإجهاد كسبب لاستقالته. وأصبح المدرب روني موران القائم بالمنصب؛ وفاز بثلاثة من المباريات العشر التي كان مسؤولاً خلالها، وأصبح أرسنال أقرب للقب. وعُين اللاعب السابق غرايم سونيس مديراً فنياً في أبريل، وفي النهاية لم يتمكن الفريق من اللحاق بأرسنال، الذي فاز في الدوري بفارق سبع نقاط. أعاد سونيس تشكيل الفريق خلال موسم 1991-1992، الذي لم يُجدده دالغليش منذ التوقيع مع بارنس وبيردسلي. تم بيع بيردسلي وغاري جيليسبي وستيف مكماهون. واشترى سونيس اشترى دين سوندرز مُقابل 2.9 مليون جنيه إسترليني، ولكن ليفربول أنهى المُوسم في المركز السادس. وعُدت هذه المرة الأولى التي يُنهي فيها الفريق المُنافسة خارج المركزين الأول والثاني منذ عام 1981. ووصل الفريق إلى المُباراة النهائية في كأس الاتحاد الإنجليزي ضد سندرلاند، التي فاز بها 2-0. شهد المُوسم مُنافسة ليفربول في أوروبا للمرة الأولى مُنذ كارثة ملعب هيسل في عام 1985؛ حيث تم إعادة قُبولهم بعد سنة من إعادة أندية إنجليزية أخرى. وصل ليفربول إلى الدور ربع النهائي لكأس الاتحاد الأوروبي، حيث خسروا أمام الفريق الإيطالي جنوى 1-4. هُدمت غرفة الأحذية، المكان الذي يجلس فيها الطاقم التدريبي لمُناقشة الفريق والتكتيكات منذ عهد المُدرب بيل شانكلي أثناء قيادة سونيس للفريق، وحل بدلاً منها غرفة للمُؤتمرات الصحيفة.
أُعيد تطوير أنفيلد في بداية موسم 1992-1993 بعد توصيات تقرير تايلور. وأضيف طابق ثانٍ إلى مُدرج كملين رود، حيث ضمت مقاعد فاخرة مُنفصلة عن الجمهور وصالات مؤتمرات بالإضافة إلى 11000 مقعد. وتم إعادة تسميته مُدرج المئوية، والذي افتتحه رسمياً رئيس الاتحاد الأوروبي لينارت يوهانسون في 1 سبتمبر عام 1992. في الموسم الافتتاحي للدوري الممتاز، أنهى ليفربول في المركز السادس، حيث خسر خمسة عشر مُباراة من أصل اثنتين وأربعين مباراة. وخرجوا في وقت مبكر في كأس الاتحاد الإنجليزي وكأس رابطة الأندية الإنجليزية المحترفة وكأس الكؤوس الأوروبية. في موسم 1993-1994، فاز ليفربول في أول ثلاث مباريات، ولكن انقلبت الطاولة وخسروا أربع مُباريات مُتتالية. وكان من بين النتائج الإيجابية ظهور المهاجم روبي فاولر من فريق الشباب في النادي. وسجل في أول مُباراة له مع الفريق الأول ضد فولهام في المُباراة الأولى من كأس رابطة الدوري، وسجل كل الأهداف الخمسة في مُباراة العودة حيث فاز ليفربول 5-0. وواصل ليفربول النضال خلال الموسم، وبلغ ذروته في هزيمة بريستول سيتي في إياب كأس الاتحاد الإنجليزي. أُقيل سونيس بعد المباراة وحل محله المدرب روي إيفانز. أنهى النادي الموسم في المركز الثامن بعد أن خسر ستة عشر مُباراة. بدأ ليفربول في التخلف عن منافسيه خارج الملعب أيضاً. فمن الناحية الاقتصادية، حقق مانشستر يونايتد مكاسب قُدرت بـ93 مليون جنيه إسترليني في سوق الأوراق المالية، في حين حقق ليفربول 22 مليون جنيه إسترليني عندما اشترت شركة غرانادا المحدودة 9.9٪ من أسهم النادي.

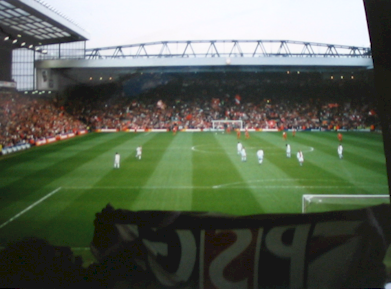
باريس سان جيرمان يقطع الطريق على ليفربول ويقصيه من نصف نهائي كأس الكؤوس الأوروبية.

بعد بناء مُدرج المئوية، تم إعادة تطوير سبيون كوب أو ما يُعرف بالمُدرجات ذات المستوى الواحد، في بداية موسم 1994-1995. وضم الجناح كل المقاعد، فيما تم الإبقاء على طابق واحد تم تقليل سعته إلى 12.000 مُتفرج. وفي أول موسم كامل لإيفانز في ليفربول، أنهى الموسم في المركز الرابع وعُد أفضل إنهاء للفريق منذ رحيل دالغليش. ووصل النادي إلى الدور السادس في كأس الاتحاد الإنجليزي، قبل أن يخسر 1-2 أمام توتنهام هوتسبير، ووصل إلى نهائي كأس دوري كرة القدم 1995 ضد بولتون واندررز. سجل ستيف ماكمانامان هدفين وفاز ليفربول 2-1 وحاز لقب كأس رابطة الأندية الإنجليزية المحترفة الخامس. وشهد المُوسم أيضاً مُغادرة العديد من اللاعبين للنادي، الذين خدموا في الفريق منذ فترة طويلة، أمثال جروبيلار ونيكول وويلان. قبل بداية مُوسم 1995-1996، أشار فريق ليفربول إلى نيته في تحسين الآداء عن المُوسم السابق، ووقع ستان كوليمور للنادي البريطاني مُقابل 8.5 مليون جنيه إسترليني. وسجل كوليمور الهدف الوحيد في مُباراة شيفيلد وينزداي في بداية المُوسم والتي انتهت بالفوز 1-0. وأنهى ليفربول في المركز الثالث. ووصل إلى نهائي كأس الاتحاد الإنجليزي ضد مانشستر يونايتد؛ الذي فاز بهدف وحيد لإيريك كانتونا في الدقيقة 85.
بدأ ليفربول موسم 1996-1997 بشكل جيد، وبحلول مطلع العام تصدروا الدوري، بفارق نقطتين عن أرسنال. ولم يتمكن النادي من الحفاظ على أداءه خلال بقية المُوسم، حيث خسر من كوفنتري سيتي ومانشستر يونايتد وويمبلدون وأنهى المُوسم في المركز الرابع. وعلى الرغم من الخروج المبكر من الدوري وكأس الاتحاد الإنجليزي، وصل ليفربول إلى الدور نصف النهائي لكأس الكؤوس الأوروبية؛ إلا أنه لم يتمكن من التأهل بعد هزيمته 0-3 في المُباراة الأولى، على الرغم من فوزه في المُباراة الثانية 2-0 وخرج بنتيجة 2-3 وبفارق هدف عن الفريق الفرنسي باريس سان جيرمان. وغاب المُهاجم فاولر عن ليفربول في بداية موسم 1997-1998 بعد أن أصيب بأضرار في أربطة الركبة في الاستعدادات الودية قبل الموسم. وفي المقابل، ظهر مايكل أوين، الذي سجل ثمانية عشر هدفاً في ستة وثلاثين مُباراة. ووقع بول آينس ليحل محل بارنز الذي انضم إلى نيوكاسل يونايتد. لم يتمكن ليفربول من الصمود أمام أرسنال حتى نهاية المطاف وأنهى المُوسم في المركز الثالث بفارق ثلاثة عشر نقطة. فيما حلت العديد من التجديدات في ملعب الأنفيلد خلال المُوسم عبر إضافة طابق ثانٍ لمُدرج الأنفيلد رود.

## انقلاب الموازين (1998-2006)
عين ليفربول الفرنسي جيرارد هولييه كمُدير مساعد إلى جانب إيفانز لموسم 1998-1999. قدم إيفانز استقالته بعد الضغط عليه عقب النتائج الضعيفة وبعد الهزيمة 1-3 من توتنهام هوتسبير في كأس رابطة الأندية الإنجليزية المحترفة. وتولى مُساعده هولييه أول مباراة كمُدير مُنفرد وهُزم 1-3 من ليدز يونايتد. لم يتحسن شكل ليفربول تحت قيادته وخرج مبكراً من كأس الاتحاد الأوروبي لكرة القدم وكأس الاتحاد الإنجليزي؛ وفي نهاية المطاف، أنهى الفريق المُوسم في المركز السابع، واستحال تأهله للمنافسة الأوروبية. أعاد هولييه تشكيل الفريق في بداية مُوسم 1999-2000. وجلب لاعبين جُدد في الفرقة أمثال ديتمار هامان وسامي هيبيا وساندر ويسترفيلد، فيما غادر كل من ديفيد جيمسوآينس وماكمانامان النادي. وواصل هولييه إعادة تشكيله في الموسم عندما وقع إيميل هيسكي للنادي بمبلغ 11 مليون جنيه إسترليني في مارس. وفشل ليفربول في ضمان العودة إلى دوري أبطال أوروبا، حيث أنهى المُوسم في المركز الرابع. كما كان أداءه ضعيفاً في كأس الاتحاد الإنجليزي وكأس رابطة الأندية الإنجليزية المُحترفة، وخرج في وقت مُبكر من كلا المُسابقتين.
في موسم 2000-01، فاز ليفربول بثلاث مسابقات لاستكمال مشواره في حصد البطولات. كان النصر الأول في الفوز بكأس رابطة الأندية الإنجليزية المُحترفة، عندما فاز على برمنغهام سيتي 5-4 بركلات الجزاء الترجيحية بعد انتهاء المُباراة 1-1. ثم فاز بكأس الاتحاد الإنجليزي، حيث سجل أوين هدفين في الدقائق العشر الأخيرة، كان منهم الهدف الذي أمن الفوز بالمُباراة ضد آرسنال 2-1. فيما كان الكأس الثالث الذي فاز به النادي هو كأس الاتحاد الأوروبي. وبهدف في اللحظة الأخيرة من الوقت الإضافي سجله ديلفي جيلي في مرماه، لتنتهي المُباراة بانتصار ليفربول 5-4 على الفريق الإسباني ألافيس. أنهى ليفربول الدوري في المركز الثالث، ليضمن العودة إلى كأس أوروبا، أو ما يُعرف باسم دوري أبطال أوروبا للمرة الأولى منذ كارثة ملعب هيسل. وشهدت مُشاركة ليفربول في دوري أبطال أوروبا في موسم 2001-02 وصول الفريق إلى الدور ربع النهائي، حيث خرج على يد الفريق الألماني بايرن ليفركوزن 4-3 في مجموع الأهداف. وعُد المُوسم الأفضل لليفربول في الدوري في السنوات الأخيرة، حيث انتهى في المركز الثاني بسبع نقاط خلف أرسنال. وعلى الرغم من تحسن أدائه في الدوري، لم يتمكن ليفربول من الدفاع عن كأس الاتحاد الإنجليزي وكأس رابطة الأندية الإنجليزية المُحترفة، وخرج من الدورتين الرابعة والثالثة على التوالي. وقد كثرت مشاكل هولييه في ذلك الموسم، حيث عانى من ألم في الصدر خلال مُباراة مع ليدز في الأنفيلد. وقد أجرى عملية في الشريان الأبهر استغرقت 11 ساعة، ولم يعد حتى فبراير. وتولى مُساعده فيل تومبسون مسؤولية الفريق في هذه الفترة.
تعاقد هولييه مع العديد من اللاعبين في بداية موسم 2002-03، بما في ذلك برونو تشيرو وساليف دياو والحجي ضيوف. وكان هولييه يفضل اللاعب نيكولا أنيلكا، الذي تم استعارته من باريس سان جيرمان والذي تميز بأداءه الجيد في الموسم السابق. لم يهزم ليفربول في أول اثني عشر مُباراة في الدوري، مما أعطى لهم صدارة الجدول بفارق سبع نقاط عن الوصيف. لتبدأ بعد ذلك سلسلة نتائج مُخيبة للأمال ودون تحقيق أي فوز لمدة اثني عشر مُباراة، بداية من الهزيمة أمام ميدلزبره. إلى أن تحقق الفوز أمام ساوثهامبتون 1-0 في يناير. أنهى الفريق الموسم في المركز الخامس. وعلى الرغم من الخروج المُبكر من كأس الاتحاد الإنجليزي ودوري أبطال أوروبا، فاز ليفربول بكأس رابطة الأندية الإنجليزية المُحترفة، وهزم مانشستر يونايتد في المباراة النهائية. في موسم 2003-04، بدأ ليفربول ضعيفاً حيث خسر أول مُباراة 2-1 أمام تشيلسي. وبحلول نهاية العام، خسر ستة من مُبارياته الثمانية عشر في الدوري. وفي النصف الثاني من الموسم، خسر أربع مُباريات أخرى ليُنهي المُوسم في المركز الرابع ويأمن مكانه في دوري أبطال أوروبا 2004-2005. وخرج من كل من كأس الاتحاد الأوروبي وكأس رابطة الأندية الإنجليزية المُحترفة في الجولة الرابعة. ففي كأس الاتحاد الإنجليزي، خرج على يد بورتسموث 0-1 في مُباراة العودة بالجولة الخامسة. وفي نهاية الموسم، استُبدل هولييه وحل بدلاً منه الإسباني رافاييل بينيتيز.
كان موسم 2004-05 بمثابة خيبة الأمل لليفربول في الدوري حيث خلص في المركز الخامس، ليُصبح خارج مقاعد التأهل لدوري أبطال أوروبا. فيما تم أقصاه فريق بيرنلي من الجولة الثالثة من كأس الاتحاد الإنجليزي. ووصل النادي إلى نهائي كأس رابطة الأندية الإنجليزية المُحترفة، لكنه خسر 2-3 أمام تشيلسي. كما وصل ليفربول إلى نهائي دوري أبطال أوروبا، وكاد أن يخسر النهائي للمرة الثانية له في ذلك الموسم، عندما كان مُتأخراً 0-3 عن الفريق الإيطالي ميلان في نصف المُباراة الأول، ولكنه أحرز ثلاثة أهداف في ست دقائق، سمحت للفريق بمُعادلة النتيجة 3-3. وفي الوقت الإضافي، لم يكُن هناك تغييراً وذهبت المُباراة إلى ركلات الجزاء، والتي فاز بها ليفربول 3-2. فيما تأرجح موقف ليفربول من المُشاركة في دوري أبطال أوروبا عقب حصده المركز الخامس في الدوري، وأصبح الفريق غير قادر على الدفاع عن لقبه الأوروبي؛ إلى أن قرر الاتحاد الأوروبي في نهاية المطاف أنه سيسمح له بذلك، ولكن سيكُون مُطالبًا بالبدء منذ جولة التصفيات الأولى. وتم إقصاء الفريق في الجولة الأولى من قبل الفريق البرتغالي بنفيكا. وفي موسم 2005-06، أنهى المُوسم في المركز الثالث. كما وصل إلى نهائي كأس الاتحاد الإنجليزي عام 2006 حيث واجه وست هام يونايتد. وفاز ليفربول بالضربات الترجيحية بعد أن أنتهت المُباراة بالتعادل 3-3.

## تراجع (2006-2015)
كان موسم 2006-07 الأول لليفربول بعد أن اشترى رجال الأعمال الأمريكيين جورج جيليت وتوم هيكس النادي، في صفقة شملت قيمته وديونه المُستحقة بمبلغ 218.9 مليون جنيه إسترليني. وجاء ليفربول مرة أخرى في المُرتبة الثالثة في الدوري، وكان هذه المرة بفارق 21 نقطة عن مانشستر يونايتد. وخرج من مُسابقات الكأس المحلية أمام الأرسنال، لكنه وصل إلى نهائي دوري أبطال أوروبا لعام 2007 حيث واجه ميلان مرة أخرى. وعلى عكس نهائي 2005، لم يتمكن ليفربول من العودة بعد التخلف عن ميلان، وخسر المباراة 1-2. وخلال الصيف، عزز بينيتيز فريقه بالتعاقد مع فرناندو توريس، بقيمة 24 مليون جنيه إسترليني، إضافة إلى لاعبي خط الوسط يوسي بنايون وريان بابل. وتعادل الفريق في ثلاثة عشر مُباراة من 38 مُباراة وأنهى المُوسم في المركز الرابع. خرج ليفربول من كأس الاتحاد الإنجليزي وكأس رابطة الأندية الإنجليزية المُحترفة في الجولة الخامسة، ولكن في دوري أبطال أوروبا وصل إلى الدور نصف النهائي للمرة الثالثة في أربعة مواسم، حيث خسر من تشيلسي 3-4 في مجموع المُباراتين. سجل توريس 33 هدفاً في جميع المُسابقات، ليحطم اثنين من أرقام النادي القياسية؛ فأصبح أول مُهاجم لليفربول، منذ فاولر، يُحرز أكثر من 20 هدفاً في موسم الدوري، وعادل رقم روجر هنت في تسجيله في مُباريات الدوري المتتالية في الأنفيلد ليصل لرقم 8.
في موسم 2008-09، حقق ليفربول انتصاراً بنتيجة 5-1 على نيوكاسل يونايتد في ديسمبر ليتصدر الدوري بفارق ثلاث نقاط، مع نصف الموسم المتبقي. بينما لم يفُز بأي مُباراة في يناير، وعلى الرغم من أداءه الجيد بالفترة المُتبقية من الموسم، لم يتمكن الفريق من اللحاق بمانشستر يونايتد وأنهى المُوسم في المركز الثاني. وأُقصي الفريق من الجولة الرابعة في كل من كأس الاتحاد الإنجليزي وكأس رابطة الأندية الإنجليزية المحترفة؛ كما أقصاه تشيلسي في الدور ربع النهائي من دوري أبطال أوروبا. مثَّل مُوسم 2009-10 خيبة أمل لليفربول، حيث لم يتمكن الفريق من تحسين أداءه في الدوري عن المُوسم السابق، وأنهى ترتيبه في المركز السابع. ومع خسارة إحدى عشرة مُباراة، بزيادة تسعة مُباريات عن المُوسم السابق، أنهى الفريق المُوسم خارج المراكز الأربعة الأولى للمرة الأولى منذ عام 2005. كما عانى النادي من ضعف الأداء في دوري أبطال أوروبا، وتم إقصائه في مرحلة المجموعات، لينتقل بعدها للمُشاركة في كأس الاتحاد الأوروبي، الذي أعُيد تسميته بالوقت المُعاصر باسم الدوري الأوروبي. ووصل الفريق إلى الدور قبل النهائي، وكان خصمه الفريق الإسباني أتلتيكو مدريد، الذي وصل إلى المُباراة النهائية، رغم تعادله 2-2 بمجموع المُباراتين، إلا أنه استفاد بقاعدة احتساب الأهداف خارج الأرض. وبدوره، غادر بينيتيز النادي بالاتفاق المُتبادل في نهاية الموسم وحل محله روي هودسون.

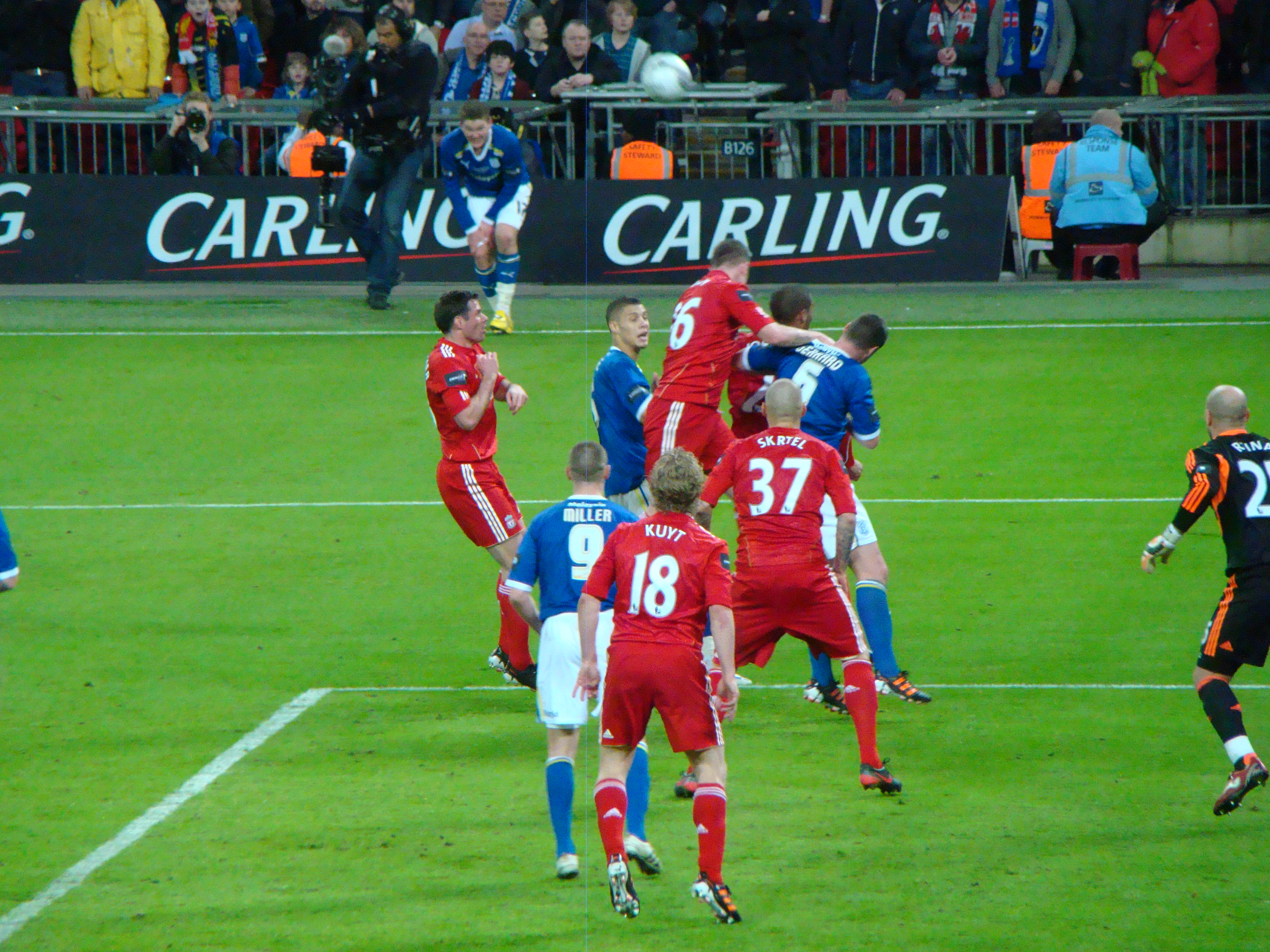
صورة أرشيفية من المباراة النهائية بين ليفربول وكارديف.

بِيع النادي لمجموعة فينواي الرياضية خلال موسم 2010-11. وقد أظهرت الحسابات أن ليفربول كانت ديونه 350 مليون جنيه إسترليني مع خسائر قدرها 55 مليون جنيه إسترليني. وقام البنك الملكي في إسكتلندا، الذي كان يُدين النادي، برفع دعوى ضد مُلاك النادي جيليت وهيكس إلى المحكمة، التي حكمت لصالح الدائنين وتم بيع النادي لمجموعة فينواي الرياضية مُقابل 300 مليون جنيه إسترليني في 15 أكتوبر 2010. وعلى أرض الملعب، كان أداء ليفربول فقيراً، وتعرض للهزيمة من بلاكبيرن روفرز بنتيجة 1-3 في يناير. واحتل النادي المركز الثاني عشر في الدوري مع تسع هزائم من عشرين مُباراة. واُقيل هودسون بعد المُباراة وحل محله المُدير السابق دالغليش. وخسر ليفربول مُباراته الأولى أمام مانشستر يونايتد في كأس الاتحاد الإنجليزي، وأنهى المُوسم في المركز السادس. اشترى دالغليش العديد من اللاعبين في بداية موسم 2011-12، بما في ذلك تشارلي آدم وستيوارت داونينج وجوردان هندرسون. وأنهى المُوسم حينذاك في المركز الثامن، أسوأ إنجاز للنادي في ثمانية عشر عاماً. ووصل الفريق إلى المُباراة النهائية في كل من كأس رابطة الدوري الإنجليزي وكأس الاتحاد الإنجليزي؛ حيث حاز كأس رابطة الأندية الإنجليزية المُحترفة الثامن، بفوزه 3-2 على كارديف سيتي بركلات الترجيح بعد انتهاء المُباراة بالتعادل 2-2. خسر ليفربول نهائي كأس الاتحاد الإنجليزي عام 2012 1-2 أمام تشيلسي.
وتسببت واقعة اعتداء لويس سواريز العنصري، خلال مُباراة ضد مانشستر يونايتد في أكتوبر من ذلك المُوسم، على باتريس إيفرا في تشويه صورة النادي كثيراً. وتم تغريمه 40,000 جنيه إسترليني وإيقافه ثمانٍ مُباريات. وأُقيل دالغليش في نهاية الموسم وحل محله بريندان رودجرز.
وبحسب تصريحه لصحيفة الغارديان البريطانية، وعد رودجرز بتخصيص حياته للقتال من أجل هذا النادي والدفاع عن المبادئ العظيمة لنادي ليفربول لكرة القدم داخل وخارج الميدان. وأنهى ليفربول البطولة في المركز السابع في المُوسم الأول؛ ولكنه وعلى عكس التوقعات في المُوسم التالي 2013-14، كان الفريق مُنافساً على اللقب. وتوقفت انتصاراته المُتتالية الإحدى عشر عقب الهزيمة 0-2 أمام تشليسي. وكانت الهزيمة تعني أن سباق اللقب كان خارج سيطرة ليفربول. تقدم ليفربول على كريستال بالاس 3-0، ثم صُعق ثلاث مرات في آخر 15 دقيقة لتُصبح النتيجة 3-3. وأثرت النتيجة على تطلعهم لحصد اللقب، حيث كان أمام ليفربول فرصة حسابية لنيل اللقب، إلا أن مانشستر سيتي قضى على طموحه. وفي يوليو، تم بيع سواريز إلى برشلونة مُقابل 75 مليون جنيه إسترليني، وفي يناير/ كانون الثاني من مُوسم 2014–15، وافق جيرارد على الانتقال إلى لوس أنجلوس غلاكسي، بعد أن أمضى 17 عاماً في النادي. وتم إقالة رودجرز بعد بداية سيئة لمُوسم 2015-16، وحل محله الألماني يورغن كلوب.

## عصر كلوب (2015-2024)
مع مجيء كلوب، وصل ليفربول إلى نهائيات كأس رابطة الأندية الإنجليزية المُحترفة والدوري الأوروبي لكرة القدم، وخسر النهائي الأول 1-3 بركلات الترجيح بعد انتهاء المباراة بالتعادل 1-1، فيما خسر النهائي الثاني 1-3 من إشبيلية الإسباني في مدينة بازل بسويسرا. وفي الموسم التالي 2016-17، وبعد أن ثبت يورغن كلوب قدمه في النادي، وقام ببعض الإصلاحات في التشكيلة التي تتناسب مع خطته، أصبح مستوى النادي أفضل بكثير من السنوات السابقة، وكان من الفرق الأقوى والمُنافسة على الدوري، إلا أنه في نهاية المطاف، حُسم الدوري لتشيلسي، وأنهى ليفربول المُوسم في المركز الرابع، ليتأهل إلى دوري أبطال أوروبا في التصفيات التمهيدية. دخل كلوب موسم 2017-18 مسلحًا بالميركاتو الصيفي الذي دعّم بهِ صفوفه وعددًا من مراكزهِ، إذ تعاقد من محمد صلاح مهاجمًا، وأليكس أوكسليد-تشامبرلين في خط الوسط، وأندرو روبرتسون في الدفاع، واستطاع النادي في ذلك الموسم أن ينهي الموسم في المركز الرابع وكان منافسًا قويًا على الصعيد الأوروبي، إذ بلغ نهائي دوري أبطال أوروبا ليخسر أمام ريال مدريد بنتيجة 3-1 في مجمع أولمبيسكي الوطني الرياضي في كييف عاصمة أوكرانيا. تابع كلوب سلسلة التعاقدات لتدعيم الفريق، فدخل موسم 2018-19 بمجموعة واسعة من الانتقالات الصيفية، فتعاقد مع كل من نابي كيتا وشيردان شاكيري في خط الوسط، وفابينيو تافاريس ظهيرًا أيمن، وأليسون بيكر لحراسة المرمى، وباع فيليبي كوتينيو في الميركاتو الشتوي لنادي برشلونة مقابل 105 ملايين جنيه إسترليني مع متغيرات تصل إلى 40 مليون جنيه إسترليني، في صفقة قياسية، واشترى في الانتقالات الشتوية فيرجيل فان ديك لتدعيم خط الدفاع، بمبلغ 75 مليون جنيه إسترليني ومتغيرات تصل إلى نحو 10 ملايين جنيه إسترليني، ليصبح صاحب أغلى رسوم انتقال مدافع في العالم في حينه.

## مُلاحظات
1. ↑   كان يُسمى دوري الدرجة الأولى قبل 20 فبراير 1992 حين اعتُمد مُسمى الدوري الممتاز، بعد قرار أندية الدرجة الأولى الانفصال عن دوري الدرجة الأولى، الذي تأسس عام 1888; وذلك للاستفادة من صفقات مُربحة من حقوق البث التلفزيوني. ومن ذلك الحين أصبح الدوري الإنجليزي الممتاز